# جامع تكريت الكبير
جامع تكريت الكبير هو جامع في منطقة مقبرة 40 إمام في مدينة تكريت في محافظة صلاح الدين وسط شمال العراق، مسجّل باسم أملاك الدولة، بناه صدام حسين عند قبر والده حسين مجيد العبد الغفور الناصري، اكتمل بناؤه في ستة أشهر، وخُربَ مرتين، الأولى في 9 تشرين الثاني سنة 2014، حين سيطر تنظيم الدولة (داعش) على تكريت، والثانية حين استعادت الحكومة العراقية سيطرتها على المدينة، وبعدئذٍ صار موقع الجامع بيد الحشد الشعبي الذين لا يسمحون لأحد بزيارة المكان تنفيذاً لأوامر محو آثار الرئيس السابق صدام حسين، وفي 1 كانون الثاني سنة 2019 قال موقع روداو "ومازال قبر والد صدام مطموراً تحت أنقاض الجامع".

## استثمار محيط الجامع
في تشرين الثاني سنة 2022، أعلنَ ديوان الوقف السني عن طرح مشروع استثمار في محيط وأرض جامع تكريت الكبير، وفي يوم 19 من الشهر نفسه نشر موقع شفق نيوز تعليقاً من الناطق الرسمي باسم مجلس شيوخ صلاح الدين مروان الجبارة إن "المجلس وأهالي صلاح الدين يرفضون المساس بجامع تكريت لما يمثله من رمز ديني وارث حضاري عريق..استثمار الجامع يمس اسم تكريت ونرفض أي استثمار لمقتربات ومحيط الجامع الذي يجمع كل اهل تكريت ومحافظة صلاح الدين أجمع".

## وصلة خارجية
- استثمار الجامع الكبير يثر أزمة مجتمعية في تكريت.